# Β-Fergusoniet-(Y)
Het mineraal β-fergusoniet-(Y) is een yttrium-niobaat met de chemische formule YNbO4. Het is een yttriumrijke vertegenwoordiger van de fergusonietgroep.

## Eigenschappen
Het felgele β-fergusoniet-(Y) heeft een glas- tot vetglans, een witte streepkleur en het bezit geen splijting. De gemiddelde dichtheid is 5,58 en de hardheid is 5,5 tot 6,5. Het kristalstelsel is monoklien en het mineraal is niet radioactief.

## Naamgeving
Het mineraal β-fergusoniet-(Y) is genoemd naar de fergusonietserie waar het deel van uitmaakt, en het hoge gehalte aan yttrium.

## Voorkomen
De typelocatie van dit mineraal ligt in Asht-Sai in het Tadzjikse Saidan Massief.